# Kenneth Gangnes
Kenneth Gangnes, norveški smučarski skakalec, * 15. maj 1989, Gjøvik, Norveška.

### Zmage
| # | Sezona  | Datum       | Prizorišče  | Skakalnica            | Velikost |
| - | ------- | ----------- | ----------- | --------------------- | -------- |
| 1 | 2015/16 | 6. dec 2015 | Lillehammer | Lysgårdsbakken HS 100 | SR       |

## Upokojitev
26. marca 2018 se je Kenneth Gangnes odločil za upokojitev, ker meni da ni 100% pripravljen in drugi razlog so bile poškodbe, ki so trajale več kot sezono.